# Rødskæg
Rødskæg er en sørøver-tegneserie skabt af de belgiske veteraner, forfatteren Jean-Michel Charlier og tegneren Victor Hubinon. På originalsproget fransk hed serien først Le démon des Caraïbes, hvilket samtidigt var titlen på den første historie fra 1959. Senere skiftede serien titel til Barbe-Rouge efter hovedpersonen. I Danmark er serien udgivet under titlerne Rødskæg og Rødskægs søn.

## AlbumserienRødskægs søn
Udgivet af Interpresse, 1982-1989.
1. De fortabte skibes ø 87-7529-943-7
2. Fælden på Yucatan 87-456-0093-7
3. Huacapacs skat 87-456-0216-6
4. Dødens by 87-456-0557-2
5. Ibenholtsmuglerne 87-456-0685-4
6. Oprør på Jamaica 87-456-0796-6

## BogserienRødskæg
Nr. 1-4 er udgivet af Forlaget Zoom, fra nr. 5 udgives serien af E-voke.
- Rødskæg 1 978-87-7021-047-8
- Rødskæg 2 978-87-7021-048-5
- Rødskæg 3 978-87-7021-174-1
- Rødskæg 4 978-87-7021-142-0
- Rødskæg 5 978-87-7598-001-7
- Rødskæg 6 978-87-7598-037-6
- Rødskæg 7 978-87-7598-069-7
- Rødskæg 8 planlagt til 2026
- Rødskæg 9 planlagt til 2026
- Rødskæg 10 planlagt til 2027

## Oversigt
Foruden ovenstående selvstændige serier er tegneserien udgivet i seriebladet Zack, i Superserien Senior, i fart og tempo og i flere af søsterserierne til fart og tempo.
Nogle af historierne er udgivet under to forskellige titler på dansk; disse er markeret med magenta tekst.
Historierne står i samme rækkefølge som i bogserien. Det vil for det meste betyde i kronologisk rækkefølge. 
De første to historier er tidligere udgivet i forkortede udgaver, men findes nu i bog 1 i uforkortet udgave.
| Kaptajn Rødskæg og søn – oversigt    |                                      |                                      |                                      |             |             |                            |                                       |                                       |              |
| Belgisk fransksproget originaludgave | Belgisk fransksproget originaludgave | Belgisk fransksproget originaludgave | Belgisk fransksproget originaludgave | Antal sider | Antal sider | Danske udgaver             | Danske udgaver                        | Danske udgaver                        | Bog          |
| Serieblad                            | Album                                | Historietitel                        | Albumtitel                           | Antal sider | Antal sider | Serie, nr. og år           | Titel                                 | Titel                                 | Bog          |
| 1959-10-29 – 1960-07-28              | 1 (1961)                             | Le démon des Caraïbes                | Le démon des Caraïbes                | 62          | 46          | SSS 4, 1972 F&t 1975/15-19 | De syv haves svøbe Havenes skræk      | Djævelen fra Caribien                 | 1            |
| 1959-10-29 – 1960-07-28              | 2 (1962)                             | Le démon des Caraïbes                | Le roi des sept mers                 | 62          | 46          | F&t 1975/20-24             | De syv haves hersker                  | Djævelen fra Caribien                 | 1            |
| 1960-08-11 – 1961-07-13              | 2 (1962)                             | Le roi des sept mers                 | Le roi des sept mers                 | 62          | 46          | F&t 1975/20-24             | De syv haves hersker                  | De syv ha- ves konge                  | 1            |
| 1960-08-11 – 1961-07-13              | 20 (1981)                            | Le roi des sept mers                 | Le jeune capitaine                   | 62          | 31          |                            |                                       | De syv ha- ves konge                  | 1            |
| 1961-07-27 – 1961-12-28              | 3 (1963)                             | Le capitaine sans nom                | Le fils de Barbe-Rouge               | 46          | 46          |                            | Kaptajnen uden navn                   | Kaptajnen uden navn                   | 2            |
| 1962-01-04 – 1962-07-19              | 4 (1964)                             | Défi au roy                          | Défi au roy                          | 46          | 46          |                            | På trods af kongen                    | På trods af kongen                    | 2            |
| 1962-08-23 – 1963-01-31              | 5 (1965)                             | Le fils de Barbe-Rouge               | Les révoltés de l'Océane             | 46          | 46          | F&t 1975/34-38             | Mytteri på galejen Rødskægs søn       | Mytteri på galejen Rødskægs søn       | 2            |
| 1963-02-07 – 1963-07-11              | 6 (1966)                             | Le vaisseau fantôme                  | Le vaisseau fantôme                  | 46          | 46          | F&t 1975/39-45             | Spøgelsesskibet                       | Spøgelsesskibet                       | 3            |
| 1963-07-18 – 1964-01-02              | 7 (1967)                             | L'île de l'homme mort                | L'île de l'homme mort                | 49          | 49          | Tmp 1976/8-17              | Død mands ø Dødemandsøen              | Død mands ø Dødemandsøen              | 3            |
| 1964-01-09 – 1964-11-19              | 8 (1968)                             | La fin du 'Faucon Noir'              | Le piège espagnol                    | 92          | 46          | Supertmp 79/2              | Spaniolernes gidsel Den spanske fælde | Spaniolernes gidsel Den spanske fælde | 3            |
| 1964-01-09 – 1964-11-19              | 9 (1969)                             | La fin du 'Faucon Noir'              | La fin du "Faucon noir"              | 92          | 46          | Supertmp 80/6              | Hævnens time                          | Hævnens time                          | 4            |
| 1964-11-26 – 1965-04-29              | 10 (1970)                            | Mort ou vif                          | Mort ou vif                          | 46          | 46          | Supertmp 80/13             | Død eller levende!                    | Død eller levende!                    | 4            |
| 1965-05-13 – 1965-10-14              | 11 (1971)                            | Le trésor de Barbe-Rouge             | Le trésor de Barbe-Rouge             | 46          | 46          | Supertmp 81/4              | Kaptajn Rødskægs skat                 | Kaptajn Rødskægs skat                 | 4            |
| 1965-10-28 – 1966-03-31              | 12 (1971)                            | La mission secrète de l'Epervier     | La mission secrète de l'Epervier     | 46          | 46          |                            | Spurvehøgens hemmelige mission        | Spurvehøgens hemmelige mission        | 5            |
| 1966-04-14 – 1966-09-22              | 13 (1972)                            | Barbe-Rouge à la rescousse           | Barbe-Rouge à la rescousse           | 47          | 47          |                            | Rødskæg kommer til undsætning         | Rødskæg kommer til undsætning         | 5            |
| 1966-12-29 – 1967-09-07              | 14 (1972)                            | Le pirate sans visage                | Le pirate sans visage                | 46          | 46          |                            | Piraten uden ansigt                   | Piraten uden ansigt                   | 5            |
| 1968-07-01                           | 20 (1981)                            | L'or du San-Cristobal                | Le jeune capitaine                   | 16          | 16          | Jet-bog 5 (1976)           | Den sunkne guldskat                   | Den sunkne guldskat                   | 5            |
| 1969-04-03                           | 20 (1981)                            | Le cobra                             | Le jeune capitaine                   | 16          | 16          |                            | Kobraen                               | Kobraen                               | 6            |
| 1964-03-19                           |                                      | Donner un œuf pour avoir un bœuf     | Donner un œuf pour avoir un bœuf     | 1           | 1           |                            | Et æg for en bøf                      | Et æg for en bøf                      | 6            |
| 1964-03-26                           |                                      | Poisson d'avril                      | Poisson d'avril                      | 1           | 1           |                            | Dæmonen fra Caribien                  | Dæmonen fra Caribien                  | 6            |
| 1964-09-10                           |                                      | La rentrée de Nicolas-le-Rouge       | La rentrée de Nicolas-le-Rouge       | 1           | 1           |                            | Nicolas den Røde                      | Nicolas den Røde                      | 6            |
| 1967-10-05 – 1968-03-14              | 15 (1973)                            | Sus aux barbaresques                 | Khaïr le More                        | 47          | 47          |                            | Kurs mod Barbareskkysten              | Kurs mod Barbareskkysten              | 6            |
| 1968-05-16 – 1968-11-07              | 16 (1973)                            | La captive des mores                 | La captive des mores                 | 46          | 46          |                            | Maurernes fange                       | Maurernes fange                       | 6            |
|                                      | 17 (1974)                            | Le vaisseau de l'enfer               | Le vaisseau de l'enfer               | 44          | 44          |                            | Skibet fra helvede                    | Skibet fra helvede                    | 6            |
| 1981-04-30                           |                                      | La fille du pirate                   | La fille du pirate                   | 1           | 1           |                            | Piratens datter                       | Piratens datter                       | 7            |
|                                      | 22 (1983)                            | Trafiquants de bois d'ébène          | Trafiquants de bois d'ébène          | 45          | 45          | Rø. søn 5 (1988)           | Ibenholtsmuglerne                     | Ibenholtsmuglerne                     | 7            |
| 1987-88                              | 25 (1987)                            | Les révoltés de la Jamaique          | Les révoltés de la Jamaique          | 46          | 46          | Rø. søn 6 (1989)           | Oprør på Jamaica                      | Oprør på Jamaica                      | 7            |
|                                      | HS (1988)                            | Barbe-Rouge                          | Barbe-Rouge                          | 2           | 2           | Parodier (1990)            | Rødskæg                               | Rødskæg                               | 7            |
|                                      |                                      | Yann                                 | Yann                                 | 8           | 8           |                            | Yann af Kermeur                       | Yann af Kermeur                       | 7            |
| 1979-02-13 – 1979-04-03              | 18 (1979)                            | Raid sur la Corne d'Or               | Raid sur la Corne d'Or               | 46          | 46          | Zack 7-8 (1981)            | Slaget ved Det gyldne horn            | Slaget ved Det gyldne horn            | 8(planlagt)  |
| 1979-10-09 – 1979-11-27              | 19 (1980)                            | L'île des vaisseaux perdus           | L'île des vaisseaux perdus           | 46          | 46          | Rø. søn 1 (1982)           | De fortabte skibes ø                  | De fortabte skibes ø                  | 8(planlagt)  |
|                                      | 21 (1982)                            | Les disparus du Faucon Noir          | Les disparus du Faucon Noir          | 46          | 46          | Rø. søn 2 (1983)           | Fælden på Yucatan                     | Fælden på Yucatan                     | 9(planlagt)  |
|                                      | 23 (1984)                            | L'or maudit de Huacapac              | L'or maudit de Huacapac              | 46          | 46          | Rø. søn 3 (1984)           | Huacapacs skat                        | Huacapacs skat                        | 9(planlagt)  |
|                                      | 24 (1987)                            | La cité de la mort                   | La cité de la mort                   | 46          | 46          | Rø. søn 4 (1987)           | Dødens by                             | Dødens by                             | 9(planlagt)  |
|                                      | 26 (1991)                            | Pirates en mer des Indes             | Pirates en mer des Indes             | 46          | 46          |                            | Fælden på Yucatan                     | Fælden på Yucatan                     | 10(planlagt) |
|                                      | 27 (1992)                            | La fiancée du grand Moghol           | La fiancée du grand Moghol           | 46          | 46          |                            | Huacapacs skat                        | Huacapacs skat                        | 10(planlagt) |
|                                      | 28 (1993)                            | La flibustière du sans pitié         | La flibustière du sans pitié         | 46          | 46          |                            | Dødens by                             | Dødens by                             | 10(planlagt) |